# Biostimulant
Les biostimulants agricoles représentent une nouvelle génération d’intrants biosourcés des cultures destinés à améliorer la croissance, le développement des plantes, la qualité des productions et/ou leur résistance ou résilience vis-à-vis des stress abiotiques. Ils peuvent être biostimulants du sol ou de la plante. 
Compte-tenu de leurs revendications, ils se distinguent des SDP ou Stimulateurs de défense des plantes. 
Selon un rapport récent (2015), plus de 300 produits « biostimulants » étaient déjà disponibles sur le marché français fin 2014, mais de nombreux autres ont été testés en laboratoire, certains n'ayant pas été mis sur le marché, leur fonctionnement observé en laboratoire ne s'étant pas confirmé en plein champs.

## Définition
Un biostimulant se définit comme tout produit (extrait naturel de micro- ou macroorganismes, substances organo-minérale,substances de synthèse, microorganisme vivant non pathogène, ...) qui, appliqué aux plantes ou à la rhizosphère, stimule les processus naturels favorisant/améliorant l’absorption ou l’utilisation des nutriments, la tolérance aux stress abiotiques, la qualité ou le rendement de la culture, indépendamment de la présence des nutriments qu’il contient ,,.
La définition harmonisée au niveau européen est la suivante (Règlement (UE) 2019/1009) 
Un biostimulant se définit comme un produit qui stimule les processus de nutrition des végétaux indépendamment des éléments nutritifs qu’il contient, dans le seul but d’améliorer une ou plusieurs des caractéristiques suivantes des végétaux ou de leur rhizosphère :
a) l’efficacité d’utilisation des éléments nutritifs ;
b) la tolérance à un stress abiotique ;
c) les caractéristiques qualitatives ;
d) la biodisponibilité des éléments nutritifs confinés dans le sol ou la rhizosphère

## Réglementation
Du fait de leur revendication sur des critères de croissance, de développement, de résistance à des stress abiotiques n’intégrant pas la protection phytosanitaire des cultures (contre des bioagresseurs), ils sont donc soumis à homologation en tant que matières fertilisantes et supports de culture (Cf. schéma ci-dessous). Leur mise sur le marché est, depuis le 16 juillet 2022, encadrée et réglementée au niveau européen. 

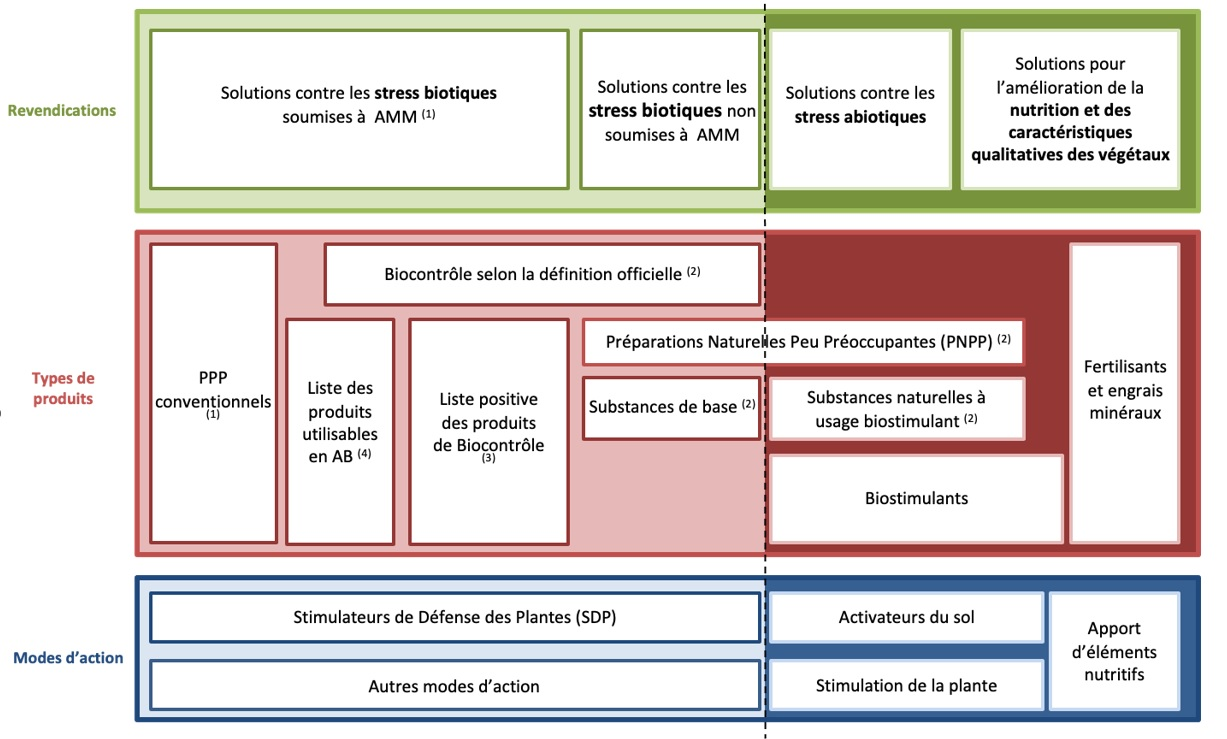
La lutte biologique (utilisation de macroorganismes auxiliaires) n'est pas représentée sur ce schéma. (1) Règlement CE 1107/2009 ; (2) Loi n° 2014/1170 d'avenir pour l'agriculture, l'alimentation et la forêt ; (3) Note de service de la DGAL ; (4) Annexe II du Règlement CE n° 889/2008, modifié par le Règlement d'exécution CE n°673/2016.

Tableau 1. Classification des intrants des cultures (source Vegenov)  

## Modalités d'action
Ces produits peuvent agir théoriquement par des mécanismes très divers du fait de la palette possible de leurs revendications: 
-  en stimulant la physiologie de la plante, en modulant des activités enzymatiques ou des voies hormonales, en induisant la production de métabolites, en activant des transporteurs ioniques, ....
-  ou en agissant au niveau du sol, sur la dégradation de la matière organique, la régulation de la microflore, ....
Ces mécanismes sont bien souvent peu connus dans le détail. Quelques exemples de modes d’action décrits dans la littérature sont présentés dans le tableau ci-dessous.
Exemples de mode d’action de biostimulants décrits dans la littérature (d’après du Jardin, 2015)
| Acides humiques | Extraits d’algues (Ascophyllum nodosum)                                                         | Hydrolysat de protéines de luzerne                                                                                    | Glycine bétaine | Azospirillum brasilense (PGPR*) |
| Activation de pompes à protons qui entraîne un relâchement des parois cellulaires et permet l’élongation cellulaire des racines de maïs (Jindo et al., 2012) | Stimulation de transporteurs de microéléments (Cu, Fe, Zn) chez le colza (Billard et al., 2014) | Stimulation de la production de flavonoïdes (agents protecteurs) en conditions de stress salins (Ertani et al., 2013) | Protection du photosystème par activation de piégeurs de formes réactives d’oxygène produits lors d’un stress salin chez le quinoa (Shabala et al., 2012 ; Chen et Murata 2011) | Production d’auxines qui activent les voies de signalisation impliquées dans la morphogénèse des racines du blé (Dobbelaere et al., 1999) |

*PGPR = Plant Growth Promoting Bacteria

## Effets non intentionnels
Ils sont pour l’instant peu connus et étudiés. Du fait de l’action des biostimulants sur le métabolisme de la plante, ils peuvent potentiellement avoir des effets non intentionnels positifs comme négatifs sur d’autres processus physiologiques que ceux visés. 
Par exemple, vues les interconnexions entre voies de défense contre les stress biotiques et abiotiques, un biostimulant utilisé pour lutter contre un stress abiotique pourrait avoir des effets synergiques ou antagonistes dans la lutte contre les bioagresseurs. De même un biostimulant favorisant la croissance d’une plante et consommant ainsi plus d’énergie, pourrait pénaliser la mise en place efficace des défenses de la plante vis-à-vis de stress biotiques (défenses que l’on vise à activer par l’utilisation de SDP notamment) et abiotiques.

## Facteurs influençant l’efficacité
Concernant les biostimulants qui agissent directement sur le partenaire végétal, de nombreux facteurs peuvent affecter leur efficacité :   
-  la variété et son fond génétique,
- les pratiques culturales (fertilisation, SDP, irrigation, travail du sol, taille, ...),
- le climat (température, hygrométrie, UV, ...),
- les interactions avec d’autres organismes vivants (microflore du sol ou aérienne, bioagresseurs, autres végétaux, ...).

Pour les biostimulants agissant sur le sol, parmi les  facteurs influençant leur efficacité, on peut citer :
- la microflore/microfaune présente dans le sol,
- les caractéristiques physico-chimiques du sol,
- les systèmes racinaires des plantes et leurs exsudats,
- le climat (température, hygrométrie, UV, ...),
- les pratiques culturales et en particulier le travail du sol.

## Intégration dans les systèmes de culture
La limite actuelle pour une utilisation des biostimulants en pratique est de comprendre comment les intégrer dans les  systèmes de production.  
Les solutions doivent être positionnées suffisamment tôt pour qu’ils puissent avoir l’effet revendiqué, que ce soit pour protéger d’un stress abiotique, améliorer la qualité de la récolte, stimuler la croissance de la plante, ...[réf. nécessaire]
Les facteurs influençant leur efficacité sont encore insuffisamment connus et maîtrisés pour de nombreuses solutions, ce qui a pour conséquence de fortes hétérogénéités dans les résultats et des difficultés pour donner des préconisations aux producteurs. Ces produits doivent être utilisés dans une approche systémique pour qu’ils puissent exprimer toute leur potentialité.[réf. nécessaire]

### Biostimulants non-vivants
- - Minéraux ; par exemple le silicium (Si) favorise la croissance de la plante[14], et en application foliaire améliorerait les échanges par les stomates et en limitant la perte d’eau par transpiration, tout en dopant l'activité antioxydante de certains enzymes et en renforçant les structures cellulaires[14].
- - Substances humiques (acides humiques, acides fulviques, humines...)
- - Molécules hormonomimétiques (il en existe dans les substances humiques) ou phytohormones (bois raméal fragmenté) ;
- - Extraits bruts et concentré d'algues  (ex : Laminaria sp., Ascophyllum sp., Ecklonia sp., etc. ), ils améliorent la qualité structurale du sol (grâce aux polyuronides, dont alginates et les fucoïdanes)[15], apportent des hormones (cytokinines, auxines, gibbérellines qui selon Faessel et Morot-Gaudry (2009)[16] et Khan & al. (2009)[15]  dopent la croissance de toutes le parties de la plante (fleurs comprises). L'algue apporte aussi des acides aminés et divers oligo-éléments (silicium, iode, sélénium...), des sucres... et du mannitol (qui a des propriétés chélatrices[17],[15]). Et plusieurs composés (polysaccharides, polyamines) influent positivement sur la synthèse et l’activité des hormones endogènes de la plante[16]. La glycine bétaïne est un osmorégulateur qui limite le stress hydrique, (tout comme l’acide abscissique également apporté par les algues), et par ailleurs elle améliore la photosynthèse en freinant la dégradation de des chlorophylles[15].
- - Hydrolysats protéiques : issus de la lyse d’organismes vivants ils contiennent des protéines plus ou moins dégradées et sont une source d'acides aminés ; ils sont fabriqués à partir de plantes, algues, d'animaux et/ou de micro-organismes[17],[18] et améliorent la synthèse de nitrate réductase et d’autres enzymes nécessaires à l'acquisition de l'azote[1].
- - Acides aminés purifiés (glycine bétaïne, proline, acide glutamique, bétaïne, etc.)[17]. La glycine et l'acide glutamique sont des chélateurs qui peuvent aider d'autres nutriments à pénétrer dans les racines. Plusieurs acides aminés (acide aspartique, acide glutamique, phénylalanine, etc.) favorisent la germination [1]. La glycine et l’acide glutamique sont des précurseurs de la chlorophylle. La lysine et l’acide glutamique favorisent la pollinisation. La proline améliore la fertilité du pollen[1].